# Marcello Semeraro
Marcello Semeraro (Monteroni di Lecce, 22. prosinca 1947.) talijanski je prelat Katoličke Crkve koji je od listopada 2020. prefekt Kongregacije za kauze svetaca. Prethodno je bio biskup Albana i tajnik skupine kardinala koje je imenovao papa Franjo kako bi ga savjetovali.
Papa Franjo je 25. listopada 2020. najavio da će ga imenovati kardinalom na konzistoriju zakazanom za 28. studenog 2020. godine. Na tom konzistoriju Franjo ga je postavio za kardinala-đakona Santa Maria in Domnica. Dana 16. prosinca imenovan je članom Kongregacije za istočne Crkve i Dikasterija za komunikacije.